# 熱狗
熱狗（英語：hot dog），是把豬肉、雞肉、牛肉或其他肉制成的肉糜混合，用鹽、澱粉、調味料和水等将肉糜混成泥狀物后，經過真空處理再用機器切割而成的一种香肠类食品。夾有熱狗的三明治也稱作熱狗麵包。吃熱狗的時候可以配上多種配料，比如番茄醬、美乃滋、芥末、漬包心菜、漬白萝卜、洋蔥屑，生菜屑、番茄（切片，切屑或切塊）和辣椒等等。
熱狗還有其他種类的變化。例如加起司的稱為“起司熱狗”，加了辣肉醬（chili）的叫做“辣味熱狗”，前面兩種都加的就叫“辣味起司熱狗”。
插上小竹棒、裹了玉米漿油炸的叫做玉米狗。玉米狗可以直接吃，也可沾了芥末或番茄醬之後吃。
受各地不同飲食習慣的影響，熱狗會使用不同的材料。傳統上會使用法蘭克福腸，一般則以豬肉為主，也有使用牛肉或羊肉加上內臟的混合餡料，甚至使用火雞肉、雞肉或蔬菜類等不同材料製作，再經過調味，入味，有時會用煙薰，然後烹煮。
熱狗香腸從德國傳入，在美國廣受歡迎，也變成劳动者的街頭小吃，在熱狗攤和熱狗推車販售，後來更發展出跟棒球有關的美國文化。熱狗的烹調方式和配菜因地區而異。雖然热狗與紐約市和紐約市飲食紧密相关，但它在二十世紀的美國各地都已經十分普遍，成为各地飲食中重要的一環，最有名的例子是芝加哥街頭飲食。
與熱狗有關的傳統文化包括：納森吃熱狗大賽與奧斯卡·邁耶公司的熱狗車。

## 歷史
熱狗的發明過程眾說紛紜，包括：製作香腸、將香腸放在麵包上當開胃小點、推廣菜餚或將香腸夾麵包的組合命名為熱狗，通常加番茄醬或芥末，有時還會加醃菜。
「法蘭克福腸」名稱源自德國的法蘭克福，當地產的豬肉香腸跟熱狗用香腸類似。從十三世紀馬克西米利安二世的加冕典禮開啟將法蘭克福腸賞賜給參與者的慣例。「維也納香腸」指的是奧地利的維也納，維也納的德文名是「Wien」，當地生產一種混合豬和牛肉的香腸（參見：漢堡，其名稱也來自德語城市）。據說十八至十九世紀時，一位來自法蘭克尼亞科堡的屠夫Johann Georg Lahner將法蘭克福腸傳入維也納。他將牛肉加入香腸，並簡稱為「Frankfurter」。現今的德語國家中只有奧地利為了區別原本只用豬肉的法蘭克福腸，會將熱狗香腸稱作「Wiener」或「Wiener Würstchen」，「Würstchen」意為「小香腸」。瑞士德語則稱為「Wienerli」；而奧地利反而將這種香腸稱為「Frankfurter」或「Frankfurter Würstel」。
1870左右有位叫作Charles Feltman的德國移民，開始在康尼島販售麵包夾香腸。
另外還有第一位販售麵包夾熱狗者的记载。一個名為福伊希特萬格（Feuchtwanger）的巴伐利亞移民，在美國中西部的首創這種吃法；不過發明過程有好幾種版本。其中一種是他的妻子在1880年提出夾麵包的吃法：福伊希特萬格在密蘇里州聖路易斯的街上賣熟香肠时提供手套給客人，讓他們享用熱騰騰的香腸時不會燙到手。客人不歸還手套他就會虧錢，所以他的妻子因此提議用麵包代替手套。另一個版本則是福伊希特萬格在世界博覽會賣香腸麵包捲（不是在1893年的芝加哥哥倫布紀念博覽會（World's Columbian Exposition）就是1904年在聖路易斯的路易斯安納世界博覽會（Louisiana Purchase Exposition））故事裡當然也有避免顧客燙傷用的白色手套，最後被當作紀念品拿走了。
早在1893年，熱狗和棒球的關聯就已經建立了，一位名為Chris von der Ahe的德國移民，不只是聖路易布朗隊（現巴爾的摩金鶯隊）的老闆，更擁有一座遊樂園。
另一個傳說的熱狗發明人是Harry M. Stevens，他是一位運動場商攤老闆，他的員工在冬季時會在紐約球場販售德國香腸和麵包捲。他稱之為「臘腸犬三明治（Dachshund sandwiches）」，但是紐約郵報的漫畫家不會拼「dachshund」，所以漫畫家就將之稱為熱狗了。
1916年， Feltman的一個員工，名叫 Nathan Handwerker的波蘭裔美國人，受到服務生／音樂家同業Eddie Cantor和Jimmy Durante的鼓勵，決定自立門戶跟老闆打對台。他賣的熱狗比 Feltman便宜五分錢。Handwerker還依據早期的食品法規，確保客人在稽查期間，都可以看到員工穿著手術圍裙工作。

## 語源
自1800年代「狗（dog）」已經是香腸的同義詞，其中一個原因可能是認為香腸是狗肉做的，這種說法從1845年就有了。二十世紀早期，狗肉是德國常食用的肉類。這種說法也幾乎很少被糾正。
還有一則關於熱狗的迷思，據說一位報紙漫畫家Thomas Aloysius "TAD" Dorgan在1900前後創作的漫畫中，首次使用熱狗指稱香腸，他畫了一則紐約巨人隊在馬球廣場（Polo Grounds）比賽時販售熱狗的漫畫。但他最早使用「熱狗」指稱香腸的時間，其實是在1906年十二月１２日《The New York Evening Journal》，報導麥迪森花園廣場的一場自行車賽，當時早就以熱狗一詞稱呼香腸了。此外，這則佚名漫畫並沒有副本留傳下來。
早期用熱狗稱呼香腸的例子也在其它報刊上出現，如：1893年的《New Brunswick （紐澤西）Daily Times 》、 《New York World 》以及《Knoxville（田納西）Journal 》。

## 概述

### 原料
普通熱狗原料包括：
- 碎肉及脂肪
- 調味料，如：鹽、大蒜和紅椒粉
- 防腐劑（醃料）——典型的防腐劑有：異抗壞血酸鈉和亞硝酸鈉

豬肉與牛肉是兩種傳統用於製作熱狗的肉類。較便宜的熱狗則常用低價的機器處理禽肉，如雞和火雞肉。熱狗的鈉、脂肪、亞硝酸鹽的含量都高，因此有健康疑慮。飲食習慣與肉品科技的改變，促使製造商用火雞、雞肉、素食的肉類替代品並降低鹽分。

### 商業製造
商業上製造的熱狗是在食物攪拌槽中混合各種材料（肉、香料、黏合劑和填充劑），槽中有快速攪動的葉片可以研磨並混合所有材料。混料再通過管灌充填入腸衣後煮熟。大部分美國販售的熱狗沒有腸衣，有天然腸衣的熱狗會較昂貴。

#### 天然腸衣熱狗
跟大部份香腸一樣，熱狗要包腸衣後煮熟。傳統腸衣取自綿羊小腸。製成的香腸便稱為天然腸衣熱狗或法蘭克福香腸。這種熱狗口感較紮實，咬斷後會有「啪」的一聲，接著在口中釋出肉汁和香味。
符合猶太教清規的腸衣在美國的商業生產上比較昂貴，因此合規的熱狗通常是沒有腸衣，或改用重組膠原蛋白腸衣。

#### 無腸衣熱狗
無腸衣熱狗還是要在製程中先包在腸衣中煮熟，但通常只是一條又長又薄的纖維素製成的腸衣，在煮熟後、進行包裝前就會移除。這個製程是Erwin O. Freund在1925年芝加哥發明的，他創辦了Visking公司，也就是現今威蓋世（Viskase）公司的前身。Freund設立的公司製造出第一個無腸衣熱狗的腸衣，並以Nojax（no jackets的簡稱）命名，賣給芝加哥當地的香腸製造商。
無腸衣熱狗的質地各異，但與天然腸衣熱狗比起來，咬下的口感較軟，大小和形狀都比較一致

### 家庭自製熱狗
熱狗有多種吃法和烹調法。香腸可煮、煎、炸、蒸、焗烤、碳烤甚至用微波爐微波等。煮熟的香腸夾入麵包（通常還會添上配料），或者加入菜餚中食用。市面上還有各式烤麵包熱狗機，煮熟熱狗的同時還可以加熱麵包。

## 健康效應
傳統熱狗脂肪和鹽分都很高，還有亞硝酸鈉和亞硝酸鹽類的防腐劑，而亞硝酸鹽化合物據信是致癌因子。這些健康疑慮使得製造商改用火雞肉和雞肉，製作不含防腐劑、低鈉的全天然香腸。

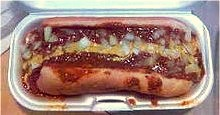
康尼岛热狗加辣酱汤和起司
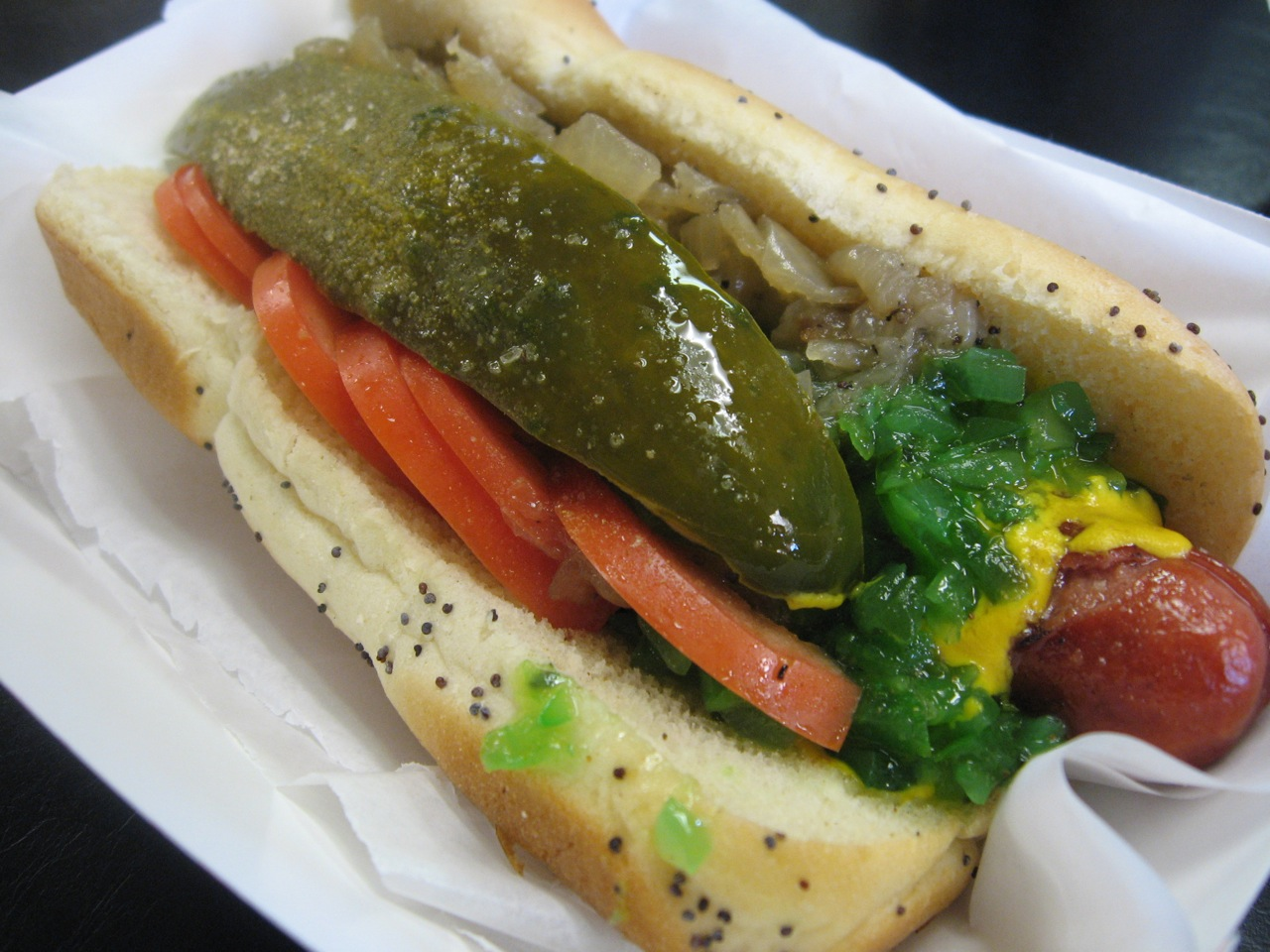
芝加哥热狗，加黄芥末、碎洋葱、1/4整根酸黄瓜、蒔蘿泡菜、番茄（切片或塊）、醃漬辣椒、芹菜籽调味盐，不加番茄酱
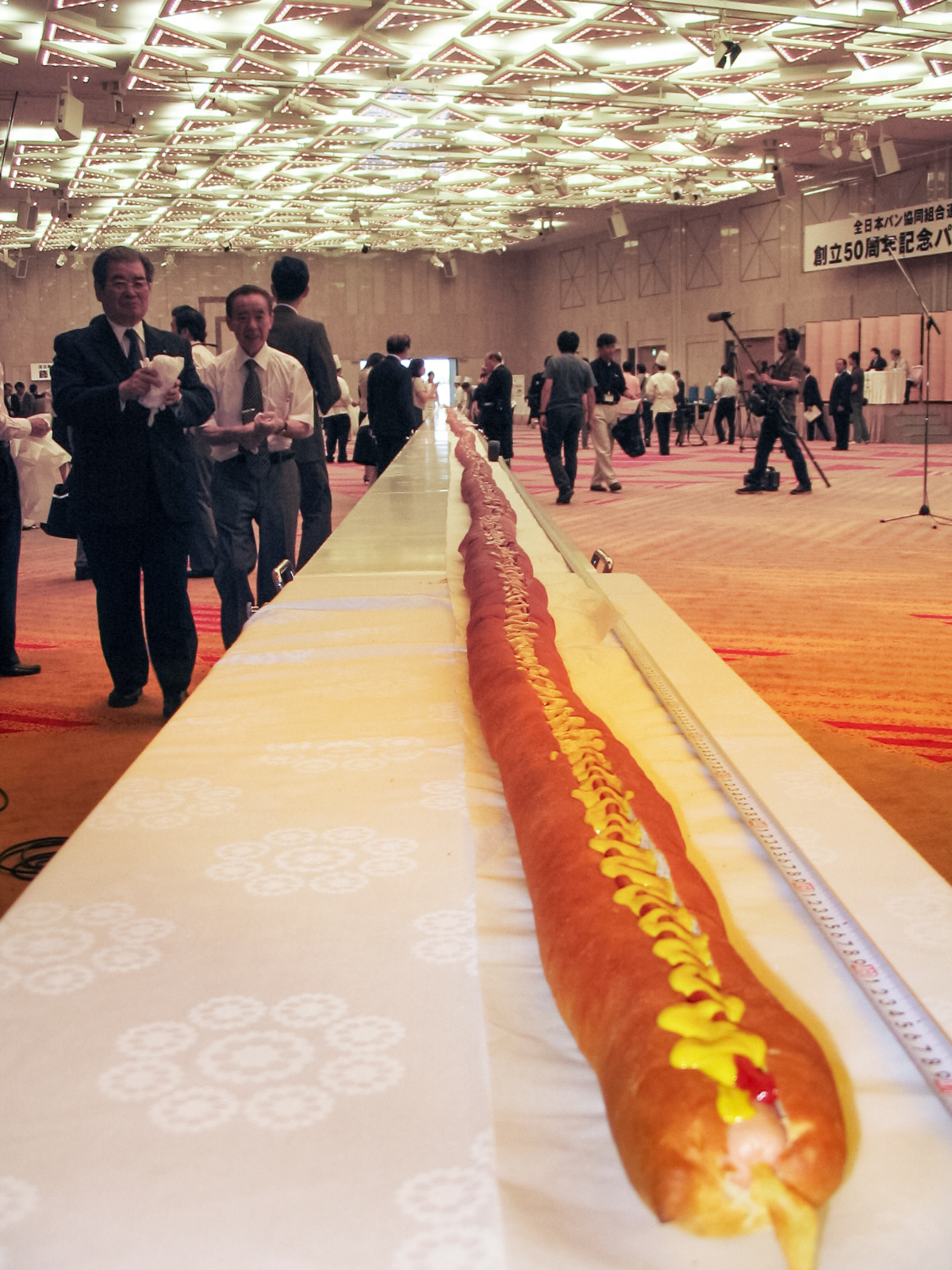
60公尺長的熱狗
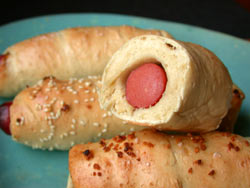
麵包熱狗
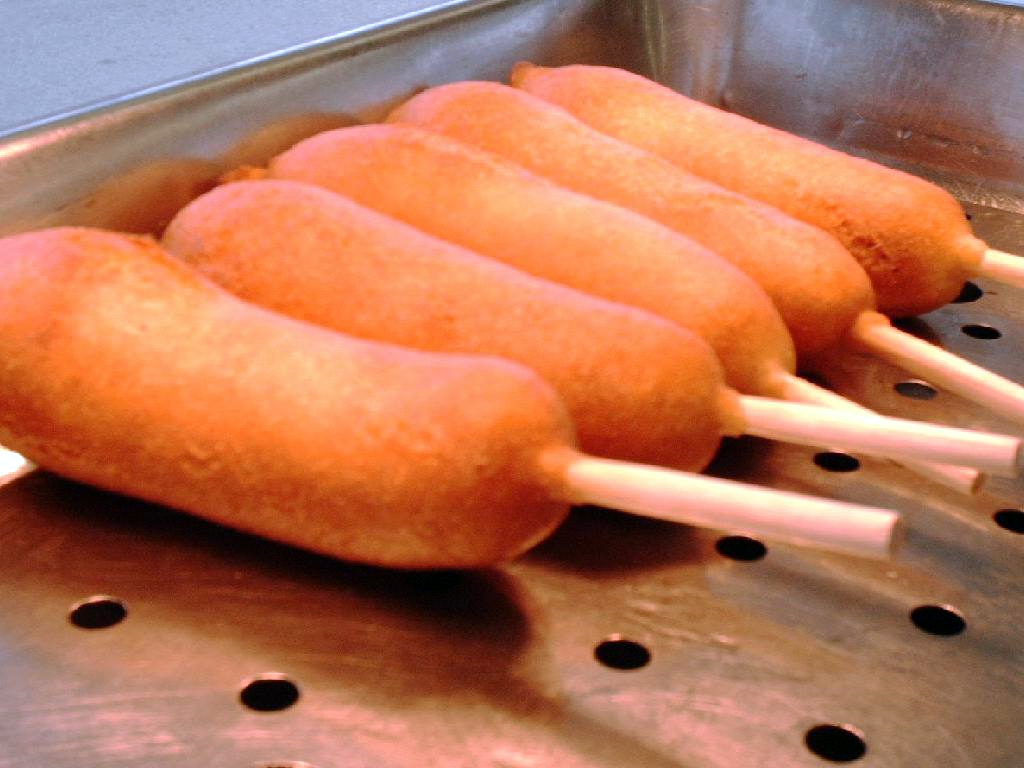
裹麵粉烤熱狗
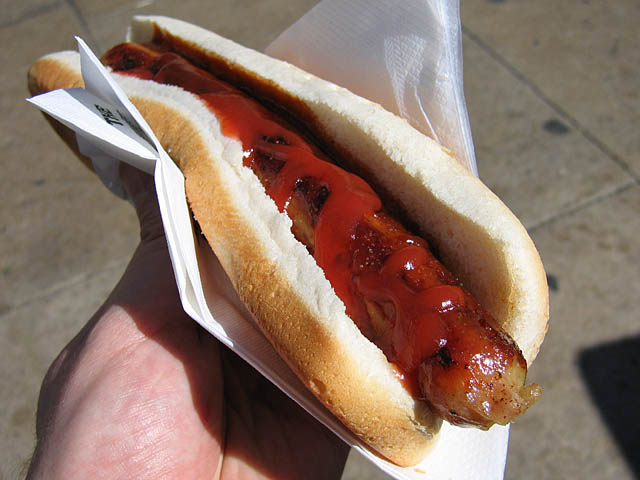
加了番茄醬的熱狗
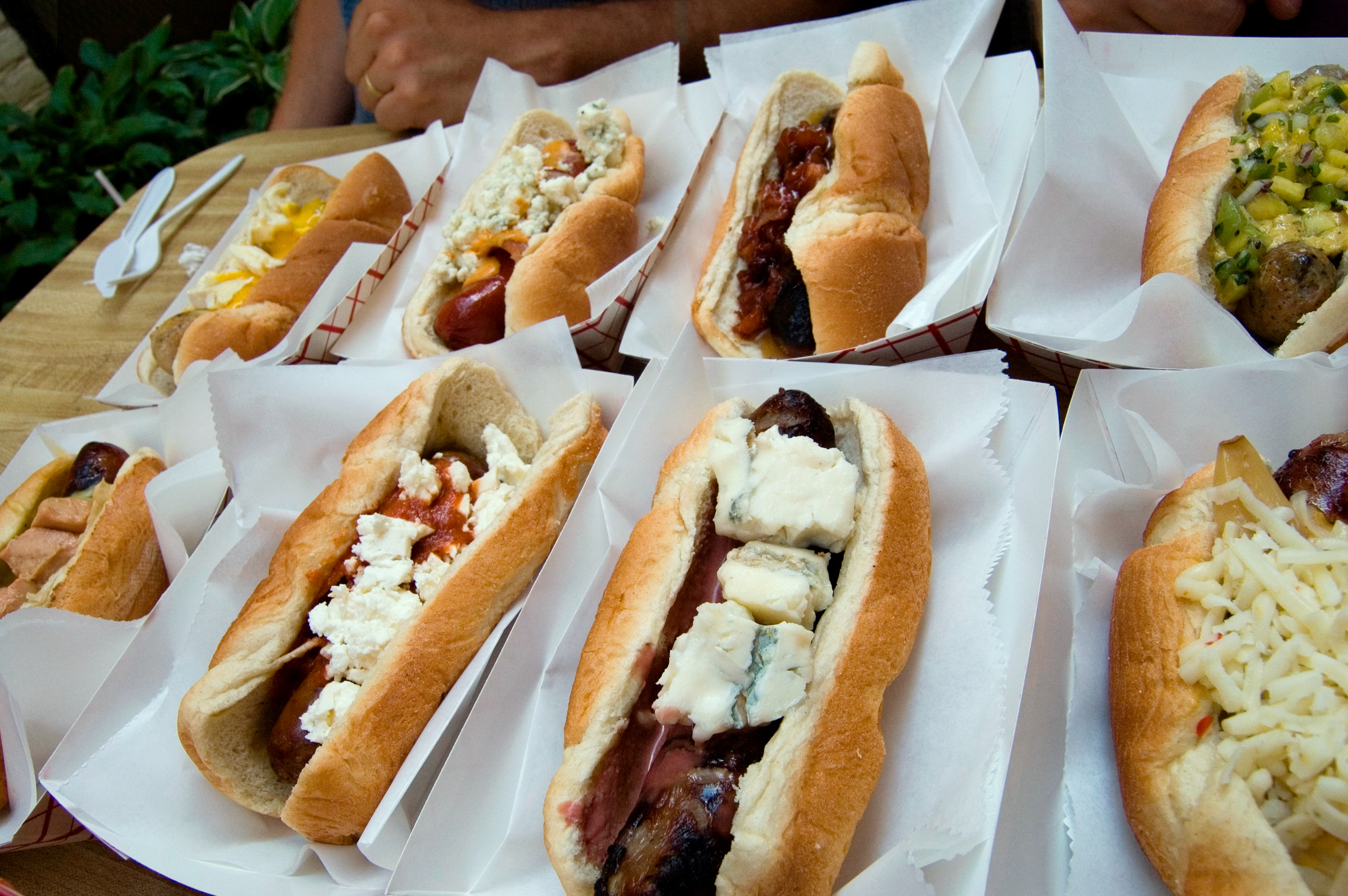
各形各色的熱狗
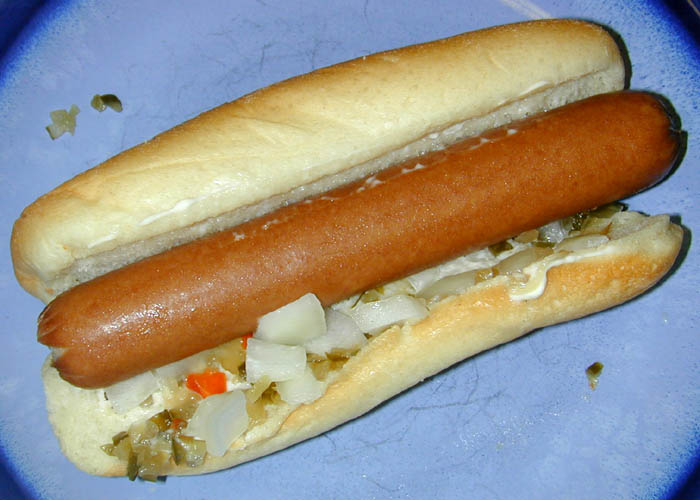
加蛋黃醬、洋蔥和醃黃瓜作開味小菜的私房熱狗
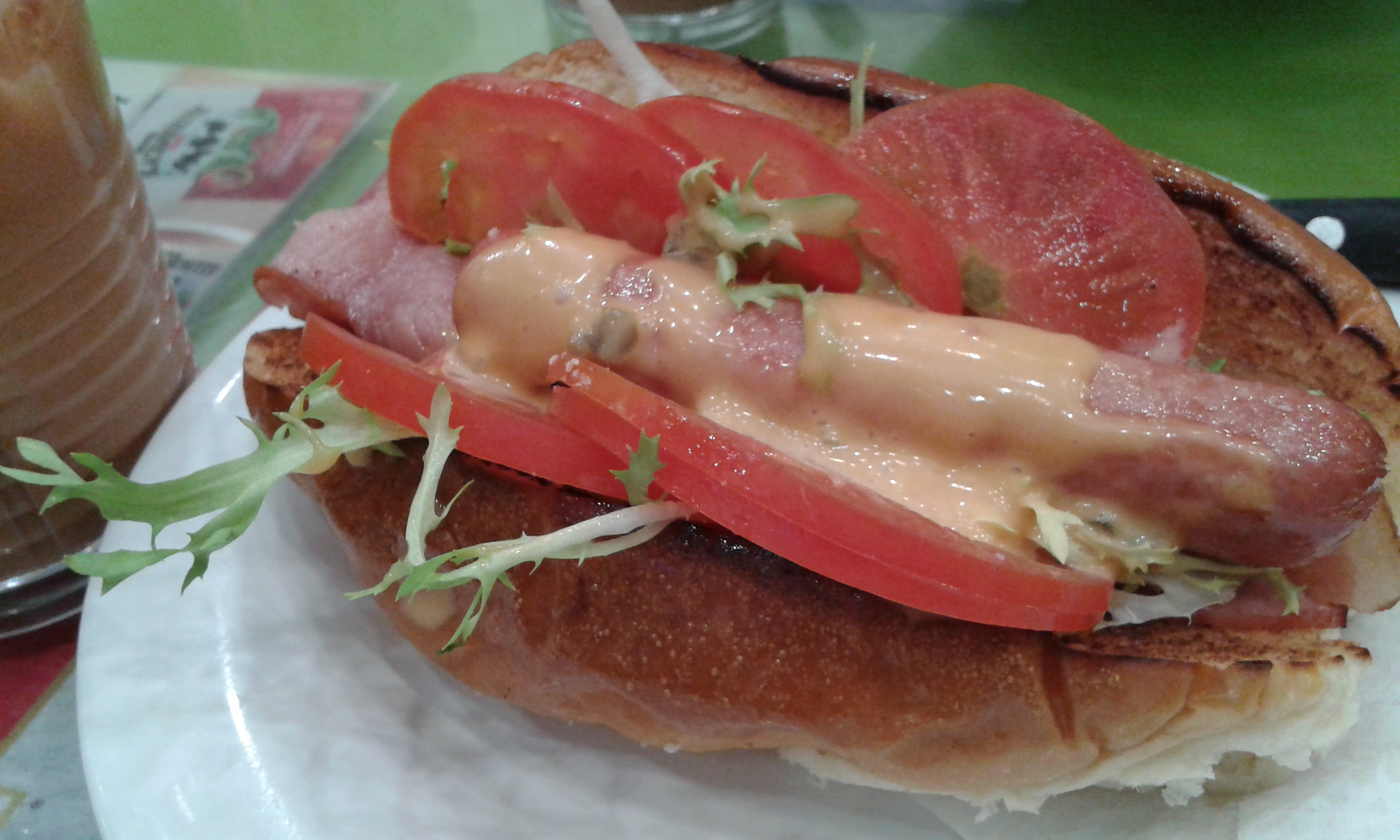
熱狗(攝於澳門的茶餐廳)